# Fotbal Club Sportul Studențesc București 2011-2012

## Rosa
| N. |                    | Ruolo | Calciatore       |
| -- | ------------------ | ----- | ---------------- |
| 1  | Romania (bandiera) | P     | Andrei Popescu   |
| 2  | Romania (bandiera) | D     | Dean Beța        |
| 3  | Romania (bandiera) | D     | Codruț Cioranu   |
| 5  | Romania (bandiera) | D     | Daniel Lung      |
| 8  | Romania (bandiera) | A     | Marius Nae       |
| 9  | Romania (bandiera) | A     | Costin Curelea   |
| 10 | Romania (bandiera) | C     | Viorel Ferfelea  |
| 11 | Romania (bandiera) | C     | Valentin Lazăr   |
| 13 | Romania (bandiera) | C     | Sebastian Ghinga |
| 14 | Romania (bandiera) | C     | Ionuț Târnăcop   |
| 16 | Romania (bandiera) | C     | Andrei Lungu     |
| 17 | Romania (bandiera) | D     | Ionuț Șerban     |
| 18 | Romania (bandiera) | C     | Răzvan Popa      |

| N. |                    | Ruolo | Calciatore         |
| -- | ------------------ | ----- | ------------------ |
| 19 | Romania (bandiera) | C     | Stelian Stancu     |
| 20 | Romania (bandiera) | C     | Daniel Novac       |
| 21 | Romania (bandiera) | C     | Nicola Vasile      |
| 22 | Romania (bandiera) | C     | Constantin Nistor  |
| 23 | Romania (bandiera) | D     | Florin Maxim       |
| 24 | Romania (bandiera) | D     | Răzvan Patriche    |
| 25 | Romania (bandiera) | A     | Leonard Dobre      |
| 27 | Romania (bandiera) | D     | Alin Rațiu         |
| 29 | Romania (bandiera) | D     | Răzvan Farmache    |
| 30 | Romania (bandiera) | D     | Cristian Irimia    |
| 31 | Romania (bandiera) | C     | Lucian Chețan      |
| 33 | Romania (bandiera) | P     | Cezar Lungu        |
| 34 | Romania (bandiera) | P     | Octavian Ormenișan |